# 曾憲梓
曾憲梓，大紫荊勳賢（1934年2月2日—2019年9月20日），香港企业家，金利來集團創辦人兼首任董事會主席，1994年至2008年任港區全國人大代表及全國人大常委會委員。香港主權移交前亦曾任香港事務顧問和香港特別行政區籌備委員會委員。

## 生平
曾憲梓家族的故事，就是中國東南沿海居民近100多年來的出海闖蕩史。曾憲梓祖父就曾到泰國經商，小有盈利，錢沒賺許多，卻沾染了大菸癮，最後客死緬甸。祖父的悲劇並沒有阻擋後輩人出海，跟隨祖父的腳步，父親也在年輕時去了泰國經商，結果父親在泰國積勞成疾，在30齣頭的年紀就病故了。後來，繼父親之後，曾憲梓大哥也在16歲時，跟著叔叔去泰國經營商鋪。
1934年，曾出生在廣東梅州梅縣區一個農民家庭。他幼年喪父，少年輟學，自少砍柴放牛幫補家計。後來得到政府扶助，重獲接受教育機會，1961年畢業於廣州中山大學生物學系。
曾憲梓成績也確實很好，可是心高氣傲的他在1950年代考大學時，只填報了清華和北大，其他的學校沒瞧上，結果直接落榜。1961年畢業後，分配了農科所，老婆孩子和老媽與他一起搬到了廣州，住在樓梯下面用木板圍成的簡易屋裡。他本來或許可以在廣州的農科所做一名勤懇的科員直到退休，然而造化弄人，一個消息改變了他此後的一生。他遠在泰國做生意的大哥傳來消息，說原來父親臨死前曾留下2000銀元，還有兩間商鋪，都被叔父私吞了，要求曾憲梓趕快到泰國，和他一起與叔叔爭奪父親的遺產。
1963年，他終於到了泰國，結果叔父集合了泰國的族中元老，聯合起來訓斥曾家兄弟，毫不承認自己侵吞了他父親的遺產。這時的曾憲梓，做了個異於常人的決定，他對叔父說：父親的遺產我不要了，過去的事情就讓它過去吧，你還是我叔父，我們還是一家人。隨後，曾憲梓一家六口人，全部寄居在大哥家。萬萬沒想到的是，一父所生的大哥，比叔父還狠，二人日久言語不和，哥嫂竟然在半夜趕曾憲梓一家出門。沒有辦法，曾憲梓帶著老婆孩子，搬到了曼谷的貧民窟居住，同時還是做絲領帶為生，常常連吃飯都成問題。就在最難之時，那個叔父突然冒了出來，要給他錢維持生活，曾憲梓堅決不要。前番曾憲梓沒有和他撕破臉，不再追要遺產，叔父自覺心裡有愧，見給錢不要，就找曾憲梓幫他加工領帶，變相資助他的生活。又是那個叔父，資助了他一萬港幣（當時是很大一筆錢），幫助他回港創業。甚至通過允許曾憲梓賒帳購買泰國絲的方式，又將3萬港幣作為周轉資金，變相借給曾憲梓。正是這個一度視為仇人、侵吞父親遺產的叔父，卻在最難的時刻三番五次幫了他，甚至成為了他一生的摯友，而那個信誓旦旦要與他一起討回遺產的大哥，卻將他掃地出門，冷眼旁觀。沒有大哥的電報，他就不會離開廣州去了泰國，若是沒有叔父的資助，他也無法又回到香港立足。若是真的繼承了泰國的兩間小百貨商鋪，或許就沒有後來的「香港領帶之王」。然而此時的曾憲梓身上多了兩樣東西：叔父資助的一萬港幣，還有他在泰國跟隨大哥與叔父學會的泰國絲領帶製作工藝。
1968年，在香港創辦金利來公司，任金利來集團有限公司董事局主席。當時他沿街叫賣自己製作的領帶，後來沿用叔父在泰國的領帶牌子——「金獅」作為商標。可金獅在某些方言裡發音聽起來不太好而且銷路不如理想，後來發現「獅」與「輸」諧音，港人又最喜歡好彩頭，所以他把金獅的英文Goldlion，用中文來讀，就改名叫做「金利來」，迅即銷量大增，更於1971年成為註冊商標，同年透過贊助世界乒乓球單打冠軍莊則棟來港表演的電視轉播，令品牌更多人認識。1973年，金利來於中環永安百貨設立領帶售賣專櫃，首創拆帳方式與百貨公司合作，令業務逆市而上。
自1970年代末以來，致力於發展、捐助內地及香港文化教育、科技、體育、醫療與社會公益事業，歷年捐贈金額逾12億元。1992年，曾憲梓捐贈1億港元予中華人民共和國教育部，成立「曾憲梓教育基金」，扶助內地貧困地區教育事業。在2004年更以1億港元成立「曾憲梓載人航天基金」，獎勵對中國航天事業有貢獻的科學家及航天員。2008年再以1億港元設立「曾憲梓體育基金」，獎勵北京奧運會及往後三屆奧運會獲得金牌的中國運動員。
曾獲香港特別行政區政府大紫荊勳章，黨中央、國務院授予「改革先鋒」等榮譽。曾憲梓先後於1993年及2008年分別獲得中山大學及香港理工大學頒授榮譽博士學位，南京紫金山天文台於1993年把編號3388的小行星，以曾憲梓命名。
曾憲梓曾患上腎衰竭，1998年在中國中山大学附属第一医院進行換腎手術，第一次移植排斥强烈，生命曾危在旦夕；胡锦涛等中央领导人要求广东省全力以赴，第二次终于换肾成功。
2008年，他以74歲高齡坐著輪椅當北京2008年奧運會香港區火炬接力火炬手。
2018年4月16日，曾憲梓因健康問題卸任董事局主席及執行董事，同年11月26日獲中共中央表彰為「100名改革开放杰出贡献拟表彰对象」之一。
2019年獲北京圆明园園方贈送其半身雕像，並於同年5月24日親身赴京為其揭幕，此雕像為表揚於1993年3月捐资800万元人民币用于修复圆明园围墙，抢救、保护該遗址。

## 逝世
曾因病醫治無效，於2019年9月20日16時28分在梅州逝世，享年85歲。訃告由金利來集團主席辦公室公佈，香港特區行政長官林鄭月娥與中央政府驻港联络办主任王志民均發唁電。
曾遺體告別儀式，9月26日上午19時在其故鄉廣東梅州舉行；中共中央總書記、國家主席習近平，中共中央政治局常委、國務院總理李克強，中共中央政治局常委、全國人大常委會委員長栗戰書等黨和國家領導人敬獻花圈。梅州市殯儀館永懷堂正中央高掛着「沉痛悼念曾憲梓先生」之橫幅，兩旁掛着「憲言哲語先賢誨，梓繁桑茂後裔昌」之輓聯。

## 家庭
曾憲梓是曾子的七十四世孫，育有曾智謀、曾智雄與曾智明等三子。其中幼子曾智明的前妻，是香港藝人黎瑞恩。叔叔是中国国家足球队前主教练曾雪麟。

## 榮譽
- 粤港澳捐资公益事业先驱人物
- 大紫荊勳章
- 中華慈善獎[16]
- 100名改革开放杰出贡献表彰对象之一[17]

## 從政生涯
1991年補選為港區全國人大代表，1994年增選為全國人大常委。1998年3月，第九届全国人大第一次会议上，他当选为全国人民代表大会常务委员会委员。
曾憲梓亦是香港特別行政區基本法諮詢委員會委員、香港事務顧問及香港特別行政區籌備委員會委員。1997年獲頒授大紫荊勳章，成為香港特區政府第一批12名大紫荊勳章得主之一。
由於其親北京立場，他對香港民主派人士作出批評，包括於2004發表的「愛國者治港」論，指民主派不愛國。在2005年12月的爭取普選大遊行前，為免觸發更多人上街，他表示「也希望看到普選的一天」。

## 支持创办学校
- 梅县区丽群小学 （页面存档备份，存于）
- 梅县区宪梓中学（初中） （页面存档备份，存于）
- 梅州市曾宪梓中学（高中） （页面存档备份，存于）

## 以其命名的事物
- 中山大学附属第一医院曾宪梓楼（现代化医学影像中心）
- 暨南大學（石牌校區）曾憲梓科學館